# Гребнер, Георгий Эдуардович
Георгий Эдуардович Гре́бнер (1892 — 1954) — советский сценарист и журналист, военный корреспондент.

## Биография

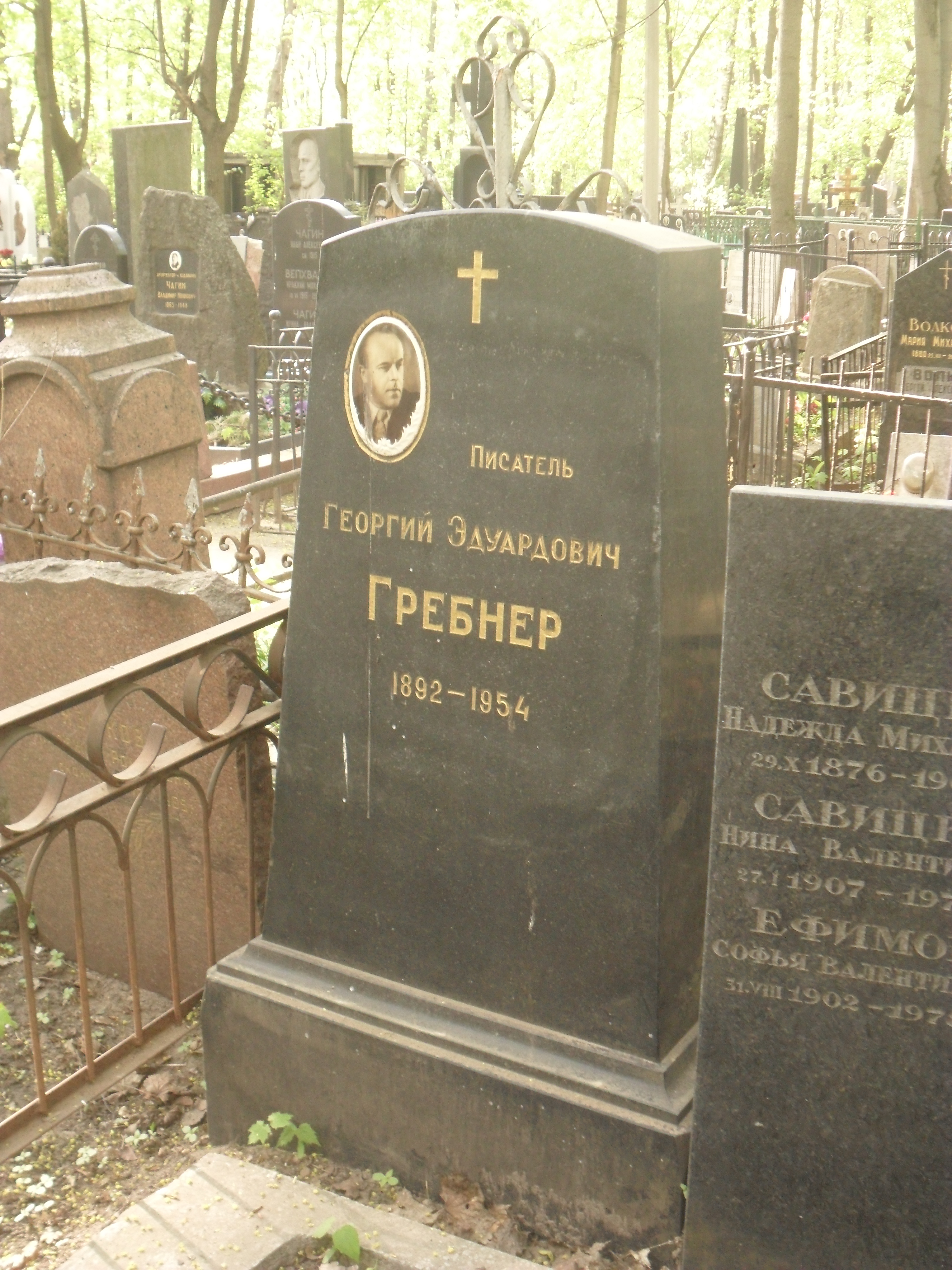
Могила Гребнера на Введенском кладбище Москвы.

Родился 31 марта (12 апреля) 1892 года в Санкт-Петербурге. Окончил училище штурманов дальнего плавания (1911). В годы Гражданской войны (1918—1922) работал военным журналистом. С 1922 года писал сценарии для кино. Работал на киностудии «Межрабпом-Русь».
Умер в 1954 году. Похоронен на Введенском кладбище (23 уч.).

## Фильмография

### Сценарии фильмов
- 1924 — Четыре и пять
- 1925 — Кирпичики; Медвежья свадьба (с А. В. Луначарским); Дорога к счастью
- 1926 — Случай на мельнице
- 1927 — Чужая
- 1928 — Саламандра; Хромой барин; Ледяной дом
- 1929 — Соперницы; Разлом
- 1934 — Восстание рыбаков
- 1935 — Гибель сенсации
- 1940 — Суворов
- 1941 — Гибель «Орла»; Дочь моряка (с А. Е. Новогрудским)
- 1941 — Как поссорился Иван Иванович с Иваном Никифоровичем
- 1942 — Боевой киносборник № 9
- 1945 — Пятнадцатилетний капитан (с В. Н. Журавлёвым)
- 1946 — Крейсер «Варяг»
- 1953 — Неразлучные друзья
- 1954 — Огни на реке
- 1955 — Белый пудель

### Сценарии мультфильмов
- 1946 — Лиса и дрозд; У страха глаза велики
- 1948 — Волшебный ковёр
- 1952 — Аленький цветочек
- 1955 — Ореховый прутик
- 1957 — Снежная королева
- 1991 — Приключения волшебного глобуса, или Проделки ведьмы

## Награды и премии
- Сталинская премия второй степени (1947) — за сценарий фильма «Крейсер „Варяг“» (1946)
- орден Трудового Красного Знамени (1950)
- медали